# Âncora (Caminha)
Âncora is een plaats (freguesia) in de Portugese gemeente Caminha en telt 1 058 inwoners (2001).